# Jasenná (Náchodi járás)
Jasenná település Csehországban, Náchodi járásban. Jasenná Šestajovice, Libřice, Lejšovka, Rohenice, Slavětín nad Metují, České Meziříčí, Králova Lhota, Jaroměř és Nový Ples településekkel határos. Lakosainak száma 750 fő (2024. január 1.).

## Népesség
A település lakosságának változását az alábbi diagram mutatja:
| Lakosok száma | 1180 | 1317 | 1352 | 912  | 764  | 696  | 710  | 750  | 740  | 750  |
|               | 1869 | 1890 | 1921 | 1950 | 1980 | 2001 | 2017 | 2019 | 2022 | 2024 |